# Stop Asian Hate

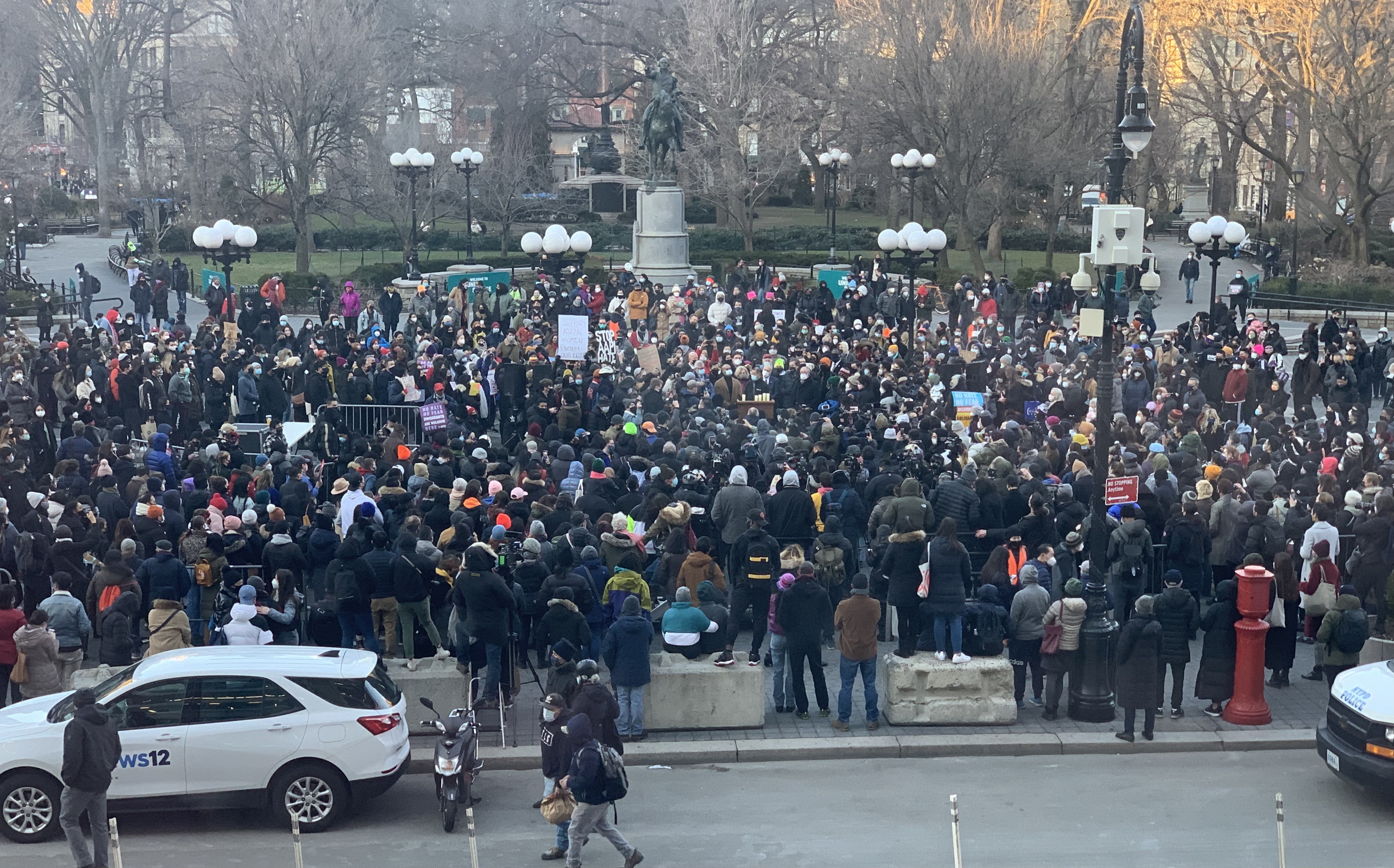
Vigilia contra el odio asiático

Stop Asian Hate (en español: «basta de odio a los asiáticos») es el nombre de una serie de manifestaciones que tuvieron lugar en Estados Unidos en 2021. Las acciones tenían como objetivo protestar contra la violencia y la discriminación racial que los asiáticos y los estadounidenses de origen asiático estaban sufriendo en el contexto de la pandemia de COVID-19. Se produjeron muchas manifestaciones a raíz de un tiroteo masivo que ocurrió en tres spas de Atlanta en el que murieron ocho personas, seis de las cuales eran mujeres de ascendencia asiática. El movimiento empezó a cobrar fuerza después de la muerte de Vicha Ratanapakdee.
El movimiento pronto tuvo repercusión en las redes sociales e incluso Facebook expresó su posición en un comunicado.

## Antecedentes
La pandemia de COVID-19, que se informó por primera vez en la ciudad de Wuhan, en la provincia china de Hubei, ha provocado un perceptible aumento del racismo contra los asiáticos y los asiático-estadounidenses. Según el Centro para el Estudio del Odio y el Extremismo de la Universidad Estatal de California, desde 2019 se registró un incremento en los delitos cometidos contra personas asiáticas. Por ejemplo, el Centro para el Estudio del Odio y el Extremismo informó que los delitos de odio contra los asiáticos aumentaron un 150 % en 2020, y Stop AAPI Hate recibió 3795 informes de incidentes discriminatorios en el primer año de la pandemia. La investigación del Centro para el Estudio del Odio y el Extremismo encontró además que los delitos de odio contra los asiáticos aumentaron un 339 % en 2021, en comparación con 2020, mientras que la policía de San Francisco informó un aumento del 567 % en los delitos de odio contra los asiáticos ese año.
Un estudio de Pew Research Center encontró que el 58 % de los estadounidenses de origen asiático creían que las opiniones racistas hacia ellos habían aumentado durante la pandemia. Junto con esto, el 45 % de los adultos asiáticos informaron haber experimentado al menos una de cinco situaciones ofensivas específicas desde el comienzo de la pandemia de COVID-19. Un estudio realizado por el Colegio de Artes y Ciencia de la Universidad de Nueva York encontró que no hubo un aumento general del sentimiento anti-asiático entre la población estadounidense; en cambio, sugirió que "personas que ya tenían prejuicios" se habían sentido autorizadas por la pandemia para actuar abiertamente sobre la base de sus sentimientos.
El 16 de marzo de 2021 se produjo un tiroteo masivo en tres spas del área metropolitana de Atlanta. Aunque el agresor no ha sido acusado de un crimen de odio, un número significativo de comentaristas lo han caracterizado como tal, ya que de las ocho personas asesinadas, seis eran mujeres asiáticas, y los tiroteos también tuvieron lugar en negocios con un alto porcentaje de asiáticos entre su personal. Según la policía, el tirador dijo que cometió esos asesinatos debido a un conflicto entre su adicción al sexo y sus creencias religiosas.

## Marchas de protesta y manifestaciones

### Estados Unidos
Entre fines de marzo y principios de abril de 2021, en varios puntos de Estados Unidos se realizaron manifestaciones o acciones de protesta, entre ellas las desarrolladas en ciudades de
Alabama,
Arizona,
Arkansas,
California,
Carolina del Norte,
Carolina del Sur,
Colorado,
Connecticut,
Dakota del Norte,
Distrito de Columbia,
Florida, Georgia, Hawaii, Idaho, Illinois, Indiana, Iowa, Kansas, Kentucky, Maine, Maryland, Massachusetts, Michigan, Minnesota, Missouri, Nebraska, Nevada, Nueva Jersey, Nuevo Hampshire, Nuevo México, Nueva York,
Ohio,
Oklahoma,
Oregón,
Pennsylvania,
Rhode Island,
Tennessee,
Texas,
Utah,
Vermont,
Virginia,
Washington,
y Wisconsin.

### Canadá
El movimiento también tuvo repercusiones en varias ciudades de Canadá como
Calgary,
Edmonton,
Londres (Ontario),
Montreal,
Ottawa,
Toronto,
Vancouver, y 
Winnipeg.